# Escuela del Caminar de Saluzzo
La Escuela del Caminar de Saluzzo es una escuela Italiana de marcha de fama internacional.

## Historia
Creada por la ciudad de Saluzzo in 2002, la escuela es también un centro de difusión del fitwalking, el caminar para la salud, y centro internacional de entrenamiento de marcha atlética.